# Nicolas Denisot
Pour les articles homonymes, voir Denisot.
Nicolas Denisot (1515-1559) dit le « Conte d'Alsinois », était un poète français de la  Pléiade, ami Pierre de Ronsard, Jacques Peletier du Mans, Jacques Tahureau et Rémy Belleau, tous originaires ou attachés au Mans, capitale de la Province du Maine.

## Biographie
Nicolas Denisot descendait d'une « ancienne et illustre famille du Perche » fixée de longue date à Nogent-le-Rotrou. D'aucuns avancent que l'origine de la famille était anglaise, se référant à un parent de Nicolas, Philippe Denisot, qui se nommait aussi Adison ou Adamson. Cette famille est attestée à Nogent dès le XVe siècle, puisqu'avant 1500, Jehan Denisot, l'ancêtre commun, avait épousé Hélène Durand à Nogent. À cette époque la famille possédait le manoir de Poix. 
Les Denisot étaient nobles et portaient « trois épis de bled en champ d'azur ». Ils furent innombrables dans le Perche puis essaimèrent dans le Maine et l'Anjou aux XVIIe et XVIIIe siècles. 
Nicolas naquit au Mans où demeurait sa famille. Jehan Denisot l'Ancien, son père, était "licencié en loix". Jeune avocat, il avait quitté Nogent, sa ville natale, pour s'installer dans la capitale mancelle où il se maria deux fois. Il devint ensuite bailli d'Assé-le-Riboul (). Jean l'aîné de ses fils, né de Simone Moreau qui mourut peu après, était donc le demi-frère de Nicolas. Il suivit les traces de son père, fit une carrière d'avocat et fut nommé par la suite procureur au Mans. François, né du second mariage et l'aîné de Nicolas, fut d'église. Il pratiqua aussi la poésie, on a de lui quelques pièces. On sait qu'il fut abbé de La Périne et ensuite prieur d'Assé-le-Riboul. 
Quant à Nicolas, troisième fils de Jehan l'Ancien, il naquit au Mans en 1515 du second mariage de Jehan. Il fit des études assez médiocres, suivant d'abord les Petites Écoles, tenues par des moines. Puis il continua probablement au collège Saint-Benoît fondé par Pierre Carbelin. Le collège était situé dans le quartier Saint-Pavin-de-Ia-Cité où demeuraient les Denisot. Nicolas avait compté parmi les élèves de François Briand, maistre des Écoles de Saint-Benoist en la cité du Mans. Celui-ci avait publié un recueil de Noëls en 1545, précédant ceux de Jean Daniel, de Lucas Lemoigne et de Barthélemy Aneau. 
Il est très important, afin de comprendre le goût de Denisot pour les chants religieux, d'insister sur le fait que ce dernier, élève intelligent et studieux, avait certainement bénéficié de l'amitié que François Briand ne manquait pas de lui témoigner. Denisot, jeune et enthousiaste, ne pouvait qu'admirer son maître avec les yeux et la fougue de l'adolescence. Et ceci ne laissa certainement pas d'influencer sa jeune imagination. Ses choix et ses œuvres, au long d'une courte vie si bien remplie, en disent assez long sur ce sujet.

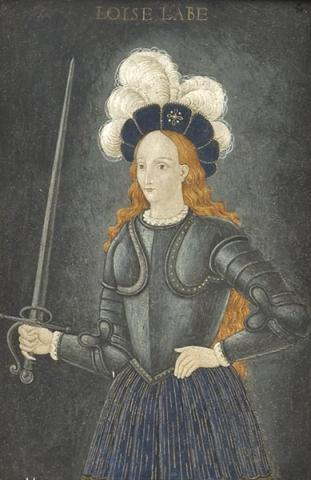
Portrait de Louise Labé en Jeanne d'Arc, attribué à Nicolas Denisot

Dès l'enfance, Nicolas s'était lié d'amitié avec Jacques Peletier, dit du Mans, de deux ans son cadet et orphelin de mère. D'une remarquable intelligence, Pelletier fut, plus tard, surnommé le Docte. Cette amitié, riche tant au point de vue affectif que culturel, eut probablement une influence bénéfique sur notre poète. Suivit-il avec Jacques Tahureau les cours de l'Université d'Angers? Rien ne l'indique, ce qui pourrait expliquer la légèreté du bagage de Nicolas au seuil de sa vie d'adulte. Cependant celui-ci avait reçu au berceau le goût des lettres, héréditaire dans cette famille. 
Quant à son pseudonyme de « conte d'Alsinois »,  il le prit assez rapidement comme nom de plume : c'était la mode et Nicolas sacrifia à l'usage. Il s’agit de son anagramme.
Nicolas Denisot était également un peintre portraitiste amateur, un portrait de Louise Labé lui est attribué.